# Campeonato de Primera B 2000-01 (Argentina)
El Torneo Primera B 2000-01 fue la LXVIII edición del campeonato de Primera B del fútbol argentino en el orden de los clubes directamente afiliados a la AFA. Dio comienzo el 5 de agosto de 2000 y finalizó el 19 de mayo de 2001. Fue disputado por 20 equipos.
Los nuevos equipos participantes fueron: el ascendido de la Primera C, Deportivo Merlo y los descendidos de la Primera B Nacional 1999/00 Temperley, Deportivo Morón, Argentino (R) y Deportivo Español, los primeros dos, peores promedios de los equipos metropolitanos de la Primera B Nacional y los últimos dos, peores promedios descontando los descensos zonales (según si los equipos eran de la Zona Metropolitana o de la Zona Interior).
El campeón y único ascendido fue Defensores de Belgrano quien venció en la final del torneo a Temperley.

## Ascensos y descensos
| Posición | Descendidos de la Primera B 1999-00 |
| -------- | ----------------------------------- |
| 17.º     | Leandro N. Alem                     |
| 18.º     | General Lamadrid                    |

| Posición | Ascendido de la Primera C 1999-00 |
| -------- | --------------------------------- |
| Campeón  | Deportivo Merlo                   |

| Posición | Ascendido a la Primera B Nacional 2000-01 |
| -------- | ----------------------------------------- |
| Campeón  | Estudiantes (BA)                          |

| Posición | Descendidos de la Primera B Nacional 1999-00 |
| -------- | -------------------------------------------- |
| 15.º     | Deportivo Español                            |
| 16.º     | Argentino (Rosario)                          |
| 17.º     | Deportivo Morón                              |
| 18.º     | Temperley                                    |

- De esta manera, el número de equipos aumentó a 20.

## Equipos participantes
| Equipo               | Localidad            | Estadio                      | Capacidad |
| -------------------- | -------------------- | ---------------------------- | --------- |
| Almirante Brown      | Isidro Casanova      | Fragata Presidente Sarmiento | 25 000    |
| Argentino de Quilmes | Quilmes              | Argentino de Quilmes         | 7000      |
| Argentino de Rosario | Rosario              | José María Olaeta            | 10.000    |
| Atlanta              | Buenos Aires         | Don León Kolbovsky           | 14.000    |
| Berazategui          | Berazategui          | Norman Lee                   | 5500      |
| Brown de Adrogué     | Adrogué              | Lorenzo Arandilla            | 4500      |
| Colegiales           | Munro                | Libertarios Unidos           | 6000      |
| Def. de Belgrano     | Buenos Aires         | Juan Pasquale                | 9000      |
| Def. de Cambaceres   | Ensenada             | 12 de Octubre                | 8500      |
| Deportivo Armenio    | Ingeniero Maschwitz  | Armenia                      | 10.500    |
| Deportivo Español    | Buenos Aires         | Nueva España                 | 35.000    |
| Deportivo Italiano   | Ciudad Evita         | República de Italia          | 7000      |
| Deportivo Merlo      | Merlo                | José Manuel Moreno           | 10 000    |
| Deportivo Morón      | Morón                | Nuevo Francisco Urbano       | 32 000    |
| Flandria             | Jáuregui             | Carlos V                     | 5000      |
| San Telmo            | Dock Sud             | Dr. Osvaldo Baletto          | 5500      |
| Sarmiento de Junín   | Junín                | Eva Perón                    | 22.000    |
| Talleres             | Remedios de Escalada | Talleres                     | 15 000    |
| Temperley            | Turdera              | Alfredo Beranger             | 22.000    |
| Tristán Suárez       | Tristán Suárez       | 20 de Octubre                | 15 000    |

### Distribución geográfica de los equipos
| Región                                   | Cant. | Equipos |
| ---------------------------------------- | ----- | --- |
| Conurbano bonaerense                     | 13    | Almirante Brown, Argentino de Quilmes, Berazategui, Brown de Adrogué, Colegiales, Deportivo Armenio, Deportivo Italiano, Deportivo Merlo, Deportivo Morón, San Telmo, Talleres, Temperley y Tristán Suárez |
| Ciudad de Buenos Aires                   | 3     | Atlanta, Defensores de Belgrano y Deportivo Español |
| Interior de la provincia de Buenos Aires | 2     | Flandria y Sarmiento (Junín) |
| Ciudad de Rosario                        | 1     | Argentino |
| Gran La Plata                            | 1     | Defensores de Cambaceres |

## Formato

### Competición
Los 20 equipos disputaron un torneo largo de 38 fechas por el sistema de todos contra todos, ida y vuelta.

### Ascensos
Los equipos ubicados en el primer y segundo lugar de la tabla de posiciones final lograron la clasificación a las semifinales del Torneo Reducido, mientras que los equipos ubicados entre el tercer y el décimo lugar se clasificaron a los octavos de final. El ganador del reducido obtuvo el único ascenso directo que otorgó la categoría en esta temporada.

### Descensos
El promedio se calculaba sumando los puntos obtenidos en la fase regular de los torneos de 1998/99, 1999/00 y 2000/01, dividiendo por estas 3 temporadas. Los equipos que ocuparon los dos últimos lugares de la tabla de promedios descendieron a la Primera C.

## Tabla de posiciones
| Pos | Equipo                 | Pts | PJ | PG | PE | PP | GF | GC | DIF |
| --- | ---------------------- | --- | -- | -- | -- | -- | -- | -- | --- |
| 1º  | Sarmiento de Junín     | 72  | 38 | 21 | 9  | 8  | 66 | 43 | 23  |
| 2º  | San Telmo              | 69  | 38 | 17 | 18 | 3  | 58 | 35 | 23  |
| 3º  | Almirante Brown        | 65  | 38 | 20 | 8  | 10 | 65 | 42 | 23  |
| 4º  | Defensores de Belgrano | 64  | 38 | 17 | 13 | 8  | 57 | 40 | 17  |
| 5º  | Temperley              | 62  | 38 | 16 | 14 | 8  | 59 | 42 | 17  |
| 6º  | Brown de Adrogué       | 59  | 38 | 15 | 14 | 9  | 47 | 38 | 9   |
| 7º  | Sportivo Italiano      | 58  | 38 | 15 | 13 | 10 | 60 | 50 | 10  |
| 8º  | Tristán Suárez         | 57  | 38 | 14 | 15 | 9  | 56 | 38 | 18  |
| 9º  | Argentino de Quilmes   | 56  | 38 | 16 | 8  | 14 | 52 | 48 | 4   |
| 10º | Deportivo Español      | 54  | 38 | 16 | 6  | 16 | 61 | 51 | 10  |
| 11º | Def. de Cambaceres     | 53  | 38 | 13 | 14 | 11 | 70 | 64 | 6   |
| 12º | Talleres (RE)          | 51  | 38 | 12 | 15 | 11 | 47 | 45 | 2   |
| 13º | Deportivo Merlo        | 49  | 38 | 12 | 16 | 10 | 40 | 44 | -4  |
| 14º | Deportivo Morón        | 45  | 38 | 11 | 12 | 15 | 32 | 32 | 0   |
| 15º | Deportivo Armenio      | 42  | 38 | 9  | 15 | 14 | 39 | 51 | -12 |
| 16º | Atlanta                | 36  | 38 | 7  | 15 | 16 | 37 | 51 | -14 |
| 17º | Flandria               | 34  | 38 | 6  | 16 | 16 | 30 | 43 | -13 |
| 18º | Berazategui            | 33  | 38 | 8  | 9  | 21 | 33 | 64 | -31 |
| 19º | Argentino de Rosario   | 28  | 38 | 8  | 4  | 26 | 34 | 83 | -49 |
| 20º | Colegiales             | 22  | 38 | 2  | 16 | 20 | 36 | 75 | -39 |

|  | Clasificados a semifinales del reducido por el campeonato y el ascenso. |
|  | Clasificados a octavos de final del reducido por el ascenso.            |

## Torneo reducido
|  | Octavos de final       | Octavos de final       | Octavos de final       |   |   | Cuartos de final | Cuartos de final | Cuartos de final |  |  | Semifinales              | Semifinales              | Semifinales              |  |  | Final                     | Final                     | Final                     |
|  | 23 de mayo             | 23 de mayo             | 23 de mayo             |   |   | 26 de mayo       | 26 de mayo       | 26 de mayo       |  |  | 29 de mayo al 2 de junio | 29 de mayo al 2 de junio | 29 de mayo al 2 de junio |  |  | 9 de junio al 30 de junio | 9 de junio al 30 de junio | 9 de junio al 30 de junio |
|  |                        |                        |                        |   |   |                  |                  |                  |  |  |                          |                          |                          |  |  |                           |                           |                           |
|  |                        |                        |                        |   |   |                  |                  |                  |  |  |                          |                          |                          |  |  |                           |                           |                           |
|  |                        |                        |                        |   |   |                  |                  |                  |  |  |                          |                          |                          |  |  |                           |                           |                           |
|  | San Telmo              |                        |                        |   |   |                  |                  |                  |  |  |                          |                          |                          |  |  |                           |                           |                           |
|  |                        |                        |                        |   |   |                  |                  |                  |  |  |                          |                          |                          |  |  |                           |                           |                           |
|  |                        |                        |                        |   |   |                  |                  |                  |  |  |                          |                          |                          |  |  |                           |                           |                           |
|  | San Telmo              |                        |                        |   |   |                  |                  |                  |  |  |                          |                          |                          |  |  |                           |                           |                           |
|  |                        |                        |                        |   |   |                  |                  |                  |  |  |                          |                          |                          |  |  |                           |                           |                           |
|  |                        |                        |                        |   |   |                  |                  |                  |  |  |                          |                          |                          |  |  |                           |                           |                           |
|  |                        |                        |                        |   |   |                  |                  |                  |  |  |                          |                          |                          |  |  |                           |                           |                           |
|  |                        |                        |                        |   |   |                  |                  |                  |  |  |                          |                          |                          |  |  |                           |                           |                           |
|  |                        |                        |                        |   |   |                  |                  |                  |  |  |                          |                          |                          |  |  |                           |                           |                           |
|  | San Telmo              | 1                      | 3                      |   |   |                  |                  |                  |  |  |                          |                          |                          |  |  |                           |                           |                           |
|  | San Telmo              | 1                      | 3                      |   |   |                  |                  |                  |  |  |                          |                          |                          |  |  |                           |                           |                           |
|  |                        | Defensores de Belgrano | 2                      | 3 |   |                  |                  |                  |  |  |                          |                          |                          |  |  |                           |                           |                           |
|  | Defensores de Belgrano | Defensores de Belgrano | 2                      | 3 | 6 |                  |                  |                  |  |  |                          |                          |                          |  |  |                           |                           |                           |
|  | Defensores de Belgrano |                        |                        |   | 6 |                  |                  |                  |  |  |                          |                          |                          |  |  |                           |                           |                           |
|  | Argentino de Quilmes   | 1                      |                        |   |   |                  |                  |                  |  |  |                          |                          |                          |  |  |                           |                           |                           |
|  | Argentino de Quilmes   | 1                      | Defensores de Belgrano | 1 |   |                  |                  |                  |  |  |                          |                          |                          |  |  |                           |                           |                           |
|  |                        |                        |                        |   |   |                  |                  |                  |  |  |                          |                          |                          |  |  |                           |                           |                           |
|  |                        | Deportivo Español      | 1                      |   |   |                  |                  |                  |  |  |                          |                          |                          |  |  |                           |                           |                           |
|  | Almirante Brown        | Deportivo Español      | 1                      | 0 |   |                  |                  |                  |  |  |                          |                          |                          |  |  |                           |                           |                           |
|  | Almirante Brown        |                        |                        |   |   |                  |                  |                  |  |  |                          |                          |                          |  |  |                           |                           |                           |
|  | Deportivo Español      | 1                      |                        |   |   |                  |                  |                  |  |  |                          |                          |                          |  |  |                           |                           |                           |
|  | Deportivo Español      | 1                      | Defensores de Belgrano | 1 | 2 |                  |                  |                  |  |  |                          |                          |                          |  |  |                           |                           |                           |
|  |                        |                        |                        |   | 2 |                  |                  |                  |  |  |                          |                          |                          |  |  |                           |                           |                           |
|  |                        | Temperley              | 0                      | 0 |   |                  |                  |                  |  |  |                          |                          |                          |  |  |                           |                           |                           |
|  | Sarmiento de Junín     | Temperley              | 0                      | 0 |   |                  |                  |                  |  |  |                          |                          |                          |  |  |                           |                           |                           |
|  |                        |                        |                        |   |   |                  |                  |                  |  |  |                          |                          |                          |  |  |                           |                           |                           |
|  |                        |                        |                        |   |   |                  |                  |                  |  |  |                          |                          |                          |  |  |                           |                           |                           |
|  | Sarmiento de Junín     |                        |                        |   |   |                  |                  |                  |  |  |                          |                          |                          |  |  |                           |                           |                           |
|  |                        |                        |                        |   |   |                  |                  |                  |  |  |                          |                          |                          |  |  |                           |                           |                           |
|  |                        |                        |                        |   |   |                  |                  |                  |  |  |                          |                          |                          |  |  |                           |                           |                           |
|  |                        |                        |                        |   |   |                  |                  |                  |  |  |                          |                          |                          |  |  |                           |                           |                           |
|  |                        |                        |                        |   |   |                  |                  |                  |  |  |                          |                          |                          |  |  |                           |                           |                           |
|  |                        |                        |                        |   |   |                  |                  |                  |  |  |                          |                          |                          |  |  |                           |                           |                           |
|  | Sarmiento de Junín     | 0                      | 2                      |   |   |                  |                  |                  |  |  |                          |                          |                          |  |  |                           |                           |                           |
|  | Sarmiento de Junín     | 0                      | 2                      |   |   |                  |                  |                  |  |  |                          |                          |                          |  |  |                           |                           |                           |
|  |                        | Temperley              | 2                      | 2 |   |                  |                  |                  |  |  |                          |                          |                          |  |  |                           |                           |                           |
|  | Temperley              | Temperley              | 2                      | 2 | 2 |                  |                  |                  |  |  |                          |                          |                          |  |  |                           |                           |                           |
|  | Temperley              |                        |                        |   | 2 |                  |                  |                  |  |  |                          |                          |                          |  |  |                           |                           |                           |
|  | Tristán Suárez         | 0                      |                        |   |   |                  |                  |                  |  |  |                          |                          |                          |  |  |                           |                           |                           |
|  | Tristán Suárez         | 0                      | Temperley*             | 1 |   |                  |                  |                  |  |  |                          |                          |                          |  |  |                           |                           |                           |
|  |                        |                        |                        |   |   |                  |                  |                  |  |  |                          |                          |                          |  |  |                           |                           |                           |
|  |                        | Sportivo Italiano      | 1                      |   |   |                  |                  |                  |  |  |                          |                          |                          |  |  |                           |                           |                           |
|  | Brown de Adrogué       | Sportivo Italiano      | 1                      | 1 |   |                  |                  |                  |  |  |                          |                          |                          |  |  |                           |                           |                           |
|  | Brown de Adrogué       |                        |                        |   |   |                  |                  |                  |  |  |                          |                          |                          |  |  |                           |                           |                           |
|  | Sportivo Italiano      | 2                      |                        |   |   |                  |                  |                  |  |  |                          |                          |                          |  |  |                           |                           |                           |

El equipo situado arriba es local en el partido de vuelta.
(*) Clasificado por ventaja deportiva.
Defensores de Belgrano salió campeón y ascendió a la Primera B Nacional

## Tabla de Promedios
| Pos | Equipo                 | 1998/99 | 1999/2000 | 2000/01 | Pts | PJ  | Promedio |
| --- | ---------------------- | ------- | --------- | ------- | --- | --- | -------- |
| 1º  | Brown de Adrogué       | 56      | 60        | 59      | 175 | 106 | 1,650    |
| 2º  | Defensores de Belgrano | 65      | 46        | 64      | 175 | 106 | 1,650    |
| 3°  | Temperley              | 56      | -         | 62      | 118 | 72  | 1,638    |
| 4°  | San Telmo              | 47      | 53        | 69      | 169 | 106 | 1,594    |
| 5°  | Tristán Suárez         | 58      | 49        | 57      | 164 | 106 | 1,547    |
| 6°  | Sarmiento de Junín     | 43      | 47        | 72      | 162 | 106 | 1,528    |
| 7°  | Sportivo Italiano      | 45      | 59        | 58      | 162 | 106 | 1,528    |
| 8°  | Almirante Brown        | 42      | 45        | 65      | 152 | 106 | 1,433    |
| 9°  | Deportivo Español      | -       | -         | 54      | 54  | 38  | 1,421    |
| 10° | Argentino (R)          | 71      | -         | 28      | 99  | 72  | 1,375    |
| 11° | Deportivo Merlo        | -       | -         | 52      | 52  | 38  | 1,368    |
| 12° | Argentino de Quilmes   | 39      | 47        | 56      | 142 | 106 | 1,339    |
| 13° | Def. de Cambaceres     | --      | 40        | 53      | 93  | 72  | 1,291    |
| 14° | Talleres (RE)          | 45      | 37        | 51      | 133 | 106 | 1,254    |
| 15° | Flandria               | 41      | 53        | 34      | 128 | 106 | 1,207    |
| 16° | Atlanta                | -       | 50        | 36      | 86  | 72  | 1,194    |
| 17° | Deportivo Morón        | -       | -         | 45      | 45  | 38  | 1,184    |
| 18° | Deportivo Armenio      | 47      | 35        | 42      | 124 | 106 | 1,169    |
| 19° | Berazategui            | 32      | 46        | 32      | 110 | 106 | 1,037    |
| 20° | Colegiales             | -       | 50        | 22      | 72  | 72  | 1,000    |

|  | Descendieron a la Primera C. |